# Friedrich Eltermann
Dietrich Friedrich Wilhelm Eltermann (* 22. Dezember 1835 in Iserlohn, Provinz Westfalen; † 18. Juni 1919 in Hildesheim, Provinz Hannover) war ein deutscher Historien- und Porträtmaler der Düsseldorfer Schule.

## Leben
Friedrich Eltermann studierte von 1856 bis 1858/1859 an der Kunstakademie Düsseldorf. Dort waren Andreas und Karl Müller, Heinrich Mücke, Christian Köhler und Karl Ferdinand Sohn seine Lehrer. Dann ging er nach München. 1861 kam er nach Hildesheim, wo er am 7. November 1865 Anna Wiecker heiratete, die Schwester des Hildesheimer Domkapitulars Ernst Otto Wiecker. Im Bistum Hildesheim gehörte Eltermann zu den wichtigsten Künstlern seiner Zeit. Dort schuf er Wandmalereien, Altäre und Kreuzwege im Stil des Historismus und der Spätnazarener.